# Lorenzo Micelli
Lorenzo Micelli (Urbino, 24 ottobre 1970) è un allenatore di pallavolo italiano, tecnico dell'Olympiakos e selezionatore della Bulgaria.

## Carriera
Laureato in biologia e docente di Socializzazione e Sport al Master Risorse Umane per lo sport presso l'Università di San Marino, dopo un'esperienza come assistente tecnico al Fano inizia la carriera come primo allenatore sulla panchina della Robur Tiboni Urbino Volley, in Serie B1 per tre stagioni consecutive dal 
1997 al 2000.
L'anno seguente conquista la promozione in Serie A2 con il Corridonia, guidando la formazione marchigiana nel campionato cadetto nelle due stagioni successive; passa quindi alla Star Volley Falconara dal 2003 al 2005.
Nella stagione 2005-06 fa l'esordio al timone di una squadra della massima serie, chiamato a guidare la formazione pugliese del Santeramo Sport.
L'anno successivo subentra a campionato in corso a Mauro Masacci sulla panchina del Volley Club Padova, per poi passare dalla stagione 2007-08 alla guida del Volley Bergamo; nel primo anno con la squadra orobica si aggiudica la Coppa Italia 2007-08, per poi centrare nei due successivi la vittoria delle Champions League 2008-09 e 2009-10.
Entrato nel 2002 a far parte dello staff tecnico della nazionale italiana, di cui ricopre il ruolo di secondo allenatore nel 2006, nell'estate del 2009 guida da head coach la nazionale universitaria femminile alla vittoria della medaglia d'oro alla XXV Universiade disputatasi a Belgrado.
Nella stagione 2010-11 diventa allenatore della formazione turca dell'Eczacıbaşı, alla guida della quale rimane fino al 2014. Nelle quattro annate a Istanbul si aggiudica un campionato (2011-12), due Coppe di Turchia (2010-11 e 2011-12) e due Supercoppe turche (2011 e 2012).
Nella stagione 2014-15 viene ingaggiato dalla formazione polacca dell'Atom Trefl Sopot, dove resta per due campionati vincendo la Coppa di Polonia 2014-15.
Nella stagione 2016-17 rientra in Italia per allenare il River Volley; al termine della settima giornata di campionato viene però sollevato dall'incarico.
Nel gennaio 2017 sostituisce Jacek Skrok sulla panchina del Developres Rzeszów, militante nel massimo campionato polacco; nell'aprile 2019, in seguito all'eliminazione della formazione di Rzeszów nella semifinale scudetto della Liga Siatkówki Kobiet 2018-19, viene esonerato.
Per la stagione 2019-20 approda in Francia, dove guida il Volero Le Cannet in Ligue A, con la quale conquista la Coppa di Francia 2021-22 e il campionato 2021-22; alla fine di dicembre 2019 viene nominato nuovo commissario tecnico dell'Estonia, che guida nei due anni successivi; nel gennaio 2022 lascia la selezione baltica passando al timone della nazionale bulgara.
A partire dalla stagione 2022-23 si trasferisce in Grecia per guidare l'Olympiakos impegnato in Volley League.

## Palmarès

### Club
- Coppa di Grecia: 1 2023-24

- Campionato turco: 1

2011-12
- Campionato francese: 1

2021-22
- Coppa Italia: 1

2007-08
- Coppa di Polonia: 1

2014-15
- Coppa di Turchia: 2

2010-11, 2011-12
- Coppa di Francia: 1

2021-22
- Supercoppa turca: 2

2011, 2012
- Champions League: 2

2008-09, 2009-10

### Club (competizioni minori)
- 2010 All Star Game
- 2001 Campionato Italiano Universitario
- 2000 Campionato Italiano Universitario
- 1999 Campionato Italiano Universitario
- 1998 Campionato Italiano Universitario
- 1997 Campionato Italiano Universitario

### Nazionale
- Campionato di pallavolo alla XXV Universiade